# Pamolokan
Pamolokan is een bestuurslaag in het regentschap Sumenep van de provincie Oost-Java, Indonesië. Pamolokan telt 7490 inwoners (volkstelling 2010).